# 沙里寨镇
沙里寨镇，是中华人民共和国辽宁省丹东市凤城市下辖的一个乡镇级行政单位。

## 名称由来
沙里寨之名得于辽朝，沙里为契丹语“郎君”之意，为官员之尊称。寨，即居地围以木栅。沙里寨意为官员居住之地。

## 政区沿革
公元前300年属燕辽东郡，公元前128年属西汉武次县。
公元9年属新朝桓次县，公元24年属东汉西安平县。
公元333年属开次县，公元404年属晋乌城州。
辽属龙原县，1011年更名为开远县。
金属克刺阿邻猛安所，元属东宁府，明属定辽右卫，1621年属后金镶蓝旗。清属凤凰城城守尉。
1906年设沙里寨村属四区，1913年属凤凰县，1914年更名凤城县。
1931年“九·一八”事变后为满洲国凤城县。
1938年设洋河村为乡级建制。
1945年“九三”光复，10月设洋河区。1946年5月设孤山县属之，11月更洋河区为洋河乡，属凤城县。
1947年6月二次解放复孤山县，更洋河乡为区属之。1948年7月撤孤山县，洋河区归凤城县。
1950年10月更名第十七区，1951年并入第三区。
1956年3月更名白旗区，设洋河、沙里寨、雕窝诸乡属之。
1958年3月雕窝乡诗雅甸村、广甸村归沙里寨乡，6月设洋河乡辖洋河、沙里寨乡，7月撤洋河乡及白旗、宝山乡设红卫星人民公社。
1961年7月撤洋河乡设沙里寨人民公社。1983年9月更设沙里寨乡。
1984年12月改设沙里寨满族乡。1985年5月20日凤城满族自治县成立，不冠满族称沙里寨乡。1994年5月8日撤自治县设凤城市属之。
1996月6月28日撤乡设沙里寨镇至今。

## 自然地理
沙里寨镇位于凤城市西南部，地处东港、鞍山、凤城三市交界处，北与宝山镇、岫岩满族自治县大营子镇毗邻，东与白旗镇接壤，南与蓝旗镇相接，西同东港市黑沟乡、岫岩满族自治县哨子河乡隔大洋河相望。镇区地处凤城市西南部丘陵地带，北高南低，主要山峰有尖山、一撮毛山、石湖山、老虎砬子山等，最高峰尖山海拔545.8米。
境内主要河流有大洋河、大沙河、广甸河、诗雅甸河、朝阳河等，水资源丰富。
沙里寨镇年平均温度8.2℃，年均降水量860-1230mm，年均无霜期160天。
境内有河沙、金、理石、重晶石、花岗岩、铅锌、煤、硅石等10余种矿产资源。

## 人口面积
现总人口14614人，4597户。东西长21公里，南北宽16.75公里，总面积188.5平方公里。

## 名胜古迹
沙里寨洋河村六组有清朝时所建关羽庙一座，现有一刻字完整的碑石，具有考古价值。

## 行政区划
沙里寨镇下辖以下地区：
李家村、洋河村、盖家村、蔡家村、诗雅甸村、广甸村、亮子河村和朝阳村。